# Archibracon aterrimus
Archibracon aterrimus är en stekelart som först beskrevs av Günther Enderlein 1920.  Archibracon aterrimus ingår i släktet Archibracon och familjen bracksteklar. Inga underarter finns listade.